# Kalendergeschichten (Brecht)
 (avril 2025).
Si vous disposez d'ouvrages ou d'articles de référence ou si vous connaissez des sites web de qualité traitant du thème abordé ici, merci de compléter l'article en donnant les références utiles à sa vérifiabilité et en les liant à la section « Notes et références ».
Les histoires de calendrier sont un recueil littéraire en vers et en prose du dramaturge et poète allemand Bertolt Brecht. 

## Origine et publications successives
Brecht a évoqué pour la première fois le projet de ce recueil en avril 1948. 
Les histoires de calendrier ont été publiées en janvier 1949 par la maison d'édition Gebrüder Weiß Berlin. Brecht n'a pas réécrit de récit ou de poème, il s'est servi de matériel existant. Les histoires de Monsieur Keuner apparaissent ici pour la première fois, mais n'ont pas non plus été écrites pour le recueil. 
Les éditions Rowohlt ont édité l'œuvre à partir de 1953 sous la forme d'une édition non abrégée du livre de poche rororo n° 77, comme d'habitude avec la couverture de Gröning/Pferdmenges. D'autres éditions des histoires du calendrier n'ont été publiées qu'en 1954 et 1955 et ont été rapidement épuisées. Elles sont encore régulièrement rééditées aujourd'hui.
Reclam-Verlag (maison d'édition Reclam) de Leipzig a publié entre 1979 et 1985 les histoires de calendrier de Brecht. En 1975, l'illustration de la première de couverture est réalisée par la peintre et designer Irmgard Horlbeck-Kappler, d'après Dao de jing.

## Critique
La critique littéraire a d'abord accueilli le recueil avec réserve. En raison des discussions sur le formalisme et le réalisme qui ont débuté en 1949 sur la scène politico-culturelle de la RDA, Brecht a été exposé à une hostilité parfois violente. 

## Titre
- Der Augsburger Kreidekreis
- Ballade von der Judenhure Marie Sanders
- Die zwei Söhne
- Gleichnis des Buddha vom brennenden Haus
- Das Experiment
- Ulm 1592
- Der Mantel des Ketzers
- Kinderkreuzzug 1939
- Cäsar und sein Legionär
- Die Teppichweber von Kujan-Bulak ehren Lenin (1927)
- Der Soldat von La Ciotat
- Fragen eines lesenden Arbeiters
- Der verwundete Sokrates
- Mein Bruder war ein Flieger
- Die unwürdige Greisin
- Legende von der Entstehung des Buches Taoteking auf dem Weg des Laotse in die Emigration
- Geschichten vom Herrn Keuner